# فرانك موني
فرانك موني (26 مايو 1921 بويلينغتون في نيوزيلندا - 8 مارس 2004) (بالإنجليزية: Frank Mooney)‏ هو لاعب كريكت نيوزلندي. شارك مع منتخب نيوزيلندا الوطني للكريكت.

## وصلات خارجية
- فرانك موني على موقع إي آس بي آن كريك إنفو (الإنجليزية)